# 多布羅韋利奇基夫卡區

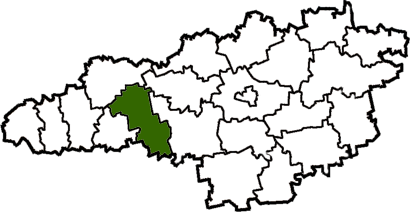

48°22′10″N 31°9′48″E / 48.36944°N 31.16333°E
多布羅韋利奇基夫卡區（烏克蘭語：Добровеличківський район）是位於烏克蘭中部基洛夫格勒州的舊區，首府設於多布羅韋利奇基夫卡，並於2020年被撤銷。該區面積1,297平方公里，2013年人口34,838，人口密度每平方公里26.86人。